# アーサー・アッシュ・スタジアム
アーサー・アッシュ・スタジアム（Arthur Ashe Stadium）はニューヨーク市クイーンズ区のフラッシング・メドウのUSTAビリー・ジーン・キング・ナショナル・テニス・センター内にある世界最大のテニス専用競技場。

## 概要

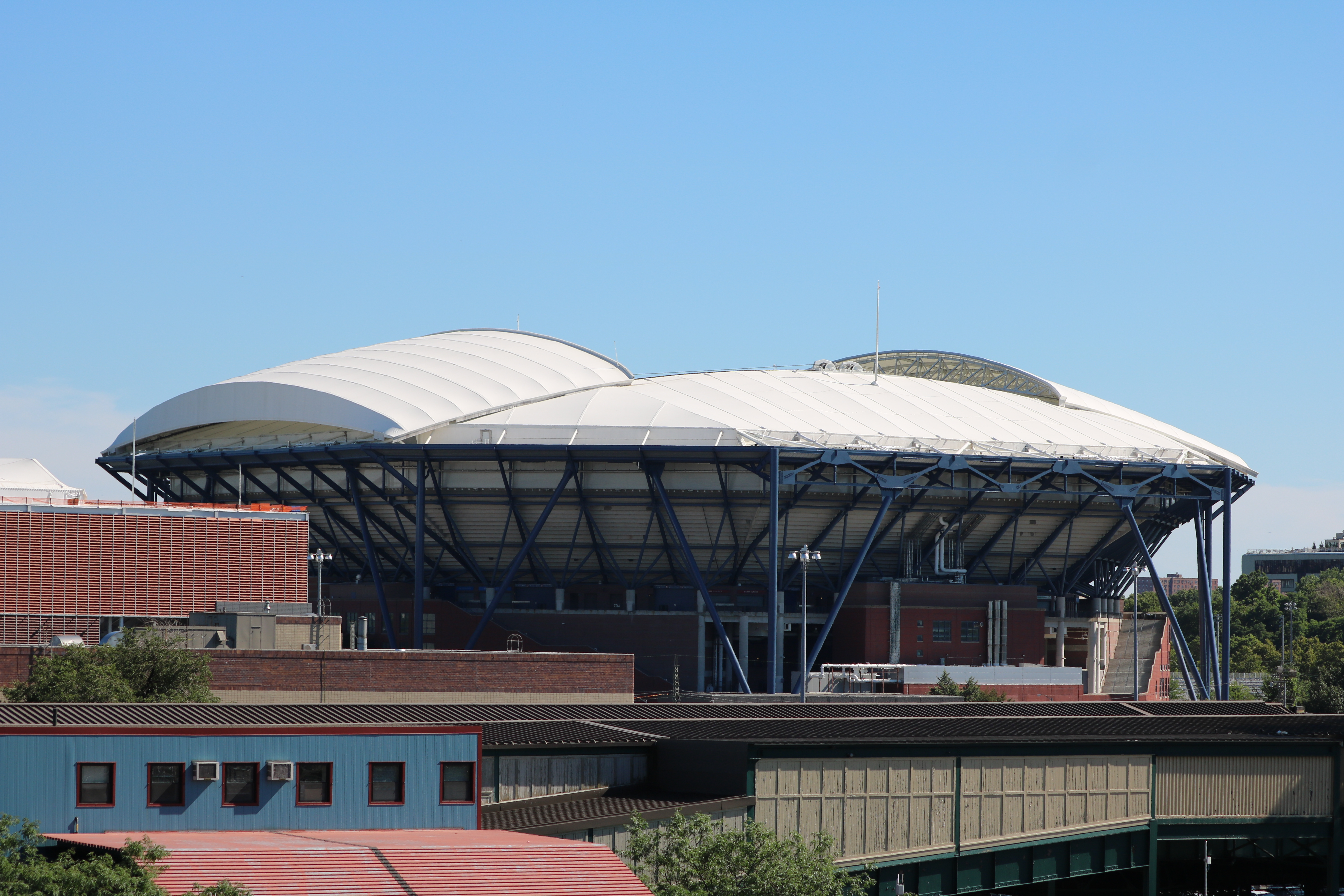
スタジアム外観 2018年撮影

スタジアムはアフリカ系アメリカ人のアーサー・アッシュの功績を称えて、それまでのルイ・アームストロング・スタジアムに代わり、1997年に開場。毎年開催される全米オープンテニスのセンターコートとして知られる。開幕前のアーサー・アッシュ・キッズデーも開催される。
アーサー・アッシュ・スタジアムは22,547の個席、90のスイート席、5つのレストランと2つのラウンジがあり、MLBのニューヨーク・メッツの本拠地シティ・フィールドの近くにある。そのため、野球とテニスが両方楽しめることもある。
2008年7月19日には女子バスケットボールのWNBA「ニューヨーク・リバティ対インディアナ・フィーバー」の試合が同所で行われた。さらに2019年にはフォートナイトW杯決勝大会が開催された。2021年にはAEWプロレス興行が開催。
2013年、主催するUSTAは5億5000万ドルの建設費をかけて、開閉式屋根を取り付けると発表した。2016年に完成し、同年の全米オープンから使用開始。男子シングルス2回戦のラファエル・ナダル対アンドレアス・セッピ戦の途中で公式戦初使用となった。

## アクセス
- ニューヨーク市地下鉄7系統、メッツ-ウィレッツ・ポイント駅下車すぐ。
- ロングアイランド鉄道ポート・ワシントン支線 メッツ-ウィレッツ・ポイント駅下車すぐ（この駅はメッツ戦開催時のみ営業）。